# Ère géologique
Pour les articles homonymes, voir ère.
Dans l'échelle des temps géologiques basée sur la géochronologie, l'ère correspond à la deuxième plus grande unité de temps après l'éon.

## Équivalence et subdivisions
Son équivalent en chronostratigraphie s'appelle un érathème. Pour un même intervalle de temps géologique, les ères et les érathèmes portent des noms identiques.
L'ère se subdivise en périodes géologiques, qui elles-mêmes se découpent en époques.

## Ères
La Commission internationale de stratigraphie établit, dans le cadre de l'Union internationale des sciences géologiques (I.U.G.S.), les différents intervalles de l'Échelle des temps géologiques.

### Ères du Précambrien
Elles sont au nombre de sept avec des durées très variables de 300 à 900 millions d'années qui restent à préciser. De l'ère la plus ancienne à la plus récente :
- Éoarchéen,
- Paléoarchéen ou Paléo-archéen,
- Mésoarchéen ou Méso-archéen,
- Néoarchéen ou Néo-archéen,
- Paléoprotérozoïque ou Paléo-protérozoïque,
- Mésoprotérozoïque ou Méso-protérozoïque,
- Néoprotérozoïque ou Néo-protérozoïque.

### Ères du Phanérozoïque
L'éon du Phanérozoïque couvre les temps géologiques depuis la base de la période du Cambrien, il y a 541 millions d’années, jusqu'à nos jours. Il est subdivisé en trois ères, de la plus ancienne à l'actuelle :
- Paléozoïque (anciennement ère primaire, durée environ 290 millions d'années),
- Mésozoïque (anciennement ère secondaire, durée environ 190 millions d'années),
- Cénozoïque (couvrant l'ancienne ère tertiaire et l'ancienne ère quaternaire - durée cumulée de 66 millions d'années -). L'ancienne ère quaternaire est devenue, en 2009, la période géologique finale du Cénozoïque[3].

L'ancienne dénomination de ces trois ères : Primaire, Secondaire, et Tertiaire est aujourd'hui obsolète, bien qu'encore fréquemment utilisée.